# سد بارون
سد بارون یکی از بزرگ‌ترین سدهای استان آذربایجان‌غربی است که بر روی رودخانه زنگمار و در کنار کلیسای زور زور در نزدیکی روستای بارون در شهرستان چالدران احداث شده‌است. گنجایش این سد ۱۴۰ میلیون متر مکعب است و پنجمین سد بزرگ استان آذربایجان غربی شناخته می‌شود. تمای منابع آب ورودی آن، از رودهای روان چالدران تأمین می‌شوند.